# Snoopy și Charlie Brown: Filmul Peanuts
Snoopy și Charlie Brown: Filmul Peanuts (titlul original în engleză The Peanuts Movie), cunoscut de asemenea sub numele de Snoopy și Charlie Brown, este animat film de comedie, care a fost produs de Blue Sky Studios și distribuit de 20th Century Fox. Filmul este regizat de Steve Martino, scenariul fiind scris de Craig Schulz, Bryan Schulz și Cornelius Uliano, și are vocile lui Noah Schnapp și Bill Melendez. Este al cincilea lungmetraj care se bazează pe benzile desenate Peanuts de Charles M. Schulz.